# Wereldkampioenschappen veldrijden 1971
De wereldkampioenschappen veldrijden 1971 werden gehouden op 28 februari 1971 in Apeldoorn, Nederland.

## Uitslagen

### Mannen, elite
| Plaats | Renner                   | Land                | Tijd    |
| ------ | ------------------------ | ------------------- | ------- |
|        | Erik De Vlaeminck        | België              | 1:00.10 |
| Zilver | Albert Van Damme         | België              | + 0.10  |
| Brons  | René De Clercq           | België              | + 2.40  |
| 4.     | Peter Frischknecht       | Zwitserland         | + 2.54  |
| 5.     | Hermann Gretener         | Zwitserland         | + 3.42  |
| 6.     | Julien Vanden Haesevelde | België              | + 3.45  |
| 7.     | Renato Longo             | Italië              | + 3.55  |
| 8.     | Charles Rigon            | Frankrijk           | + 4.01  |
| 9.     | Cees Zoontjens           | Nederland           | + 4.58  |
| 10.    | John Atkins              | Verenigd Koninkrijk | + 5.27  |

### Mannen, amateurs
| Plaats | Renner              | Land                     | Tijd   |
| ------ | ------------------- | ------------------------ | ------ |
|        | Robert Vermeire     | België                   | 54.35  |
| Zilver | Dieter Uebing       | Bondsrepubliek Duitsland | + 0.06 |
| Brons  | Jacques Spetgens    | Nederland                | + 0.31 |
| 4.     | Ekkehard Teichreber | Bondsrepubliek Duitsland | + 0.37 |
| 5.     | Gertie Wildeboer    | Nederland                | + 0.53 |
| 6.     | Christopher Dodd    | Verenigd Koninkrijk      | + 1.03 |
| 7.     | Jakob Küster        | Zwitserland              | + 1.10 |
| 8.     | Jiří Murdych        | Tsjecho-Slowakije        | + 1.21 |
| 9.     | Albert Scheffer     | Nederland                | + 1.40 |
| 10.    | Jean-Michel Richeux | Frankrijk                | + 1.47 |

## Medaillespiegel
| Plaats | Land                     | Goud | Zilver | Brons | Totaal |
| 1      | België                   | 2    | 1      | 1     | 4      |
| 2      | Bondsrepubliek Duitsland | 0    | 1      | 0     | 1      |
| 3      | Nederland                | 0    | 0      | 1     | 1      |
| Totaal | Totaal                   | 2    | 2      | 2     | 6      |

1950 · 
1951 · 
1952 · 
1953 · 
1954 · 
1955 · 
1956 · 
1957 · 
1958 · 
1959 · 
1960 · 
1961 · 
1962 · 
1963 · 
1964 · 
1965 · 
1966 · 
1967 · 
1968 · 
1969 · 
1970 · 
1971 · 
1972 · 
1973 · 
1974 · 
1975 · 
1976 · 
1977 · 
1978 · 
1979 · 
1980 · 
1981 · 
1982 · 
1983 · 
1984 · 
1985 · 
1986 · 
1987 · 
1988 · 
1989 · 
1990 · 
1991 · 
1992 · 
1993 · 
1994 · 
1995 · 
1996 · 
1997 · 
1998 · 
1999 · 
2000 · 
2001 · 
2002 · 
2003 · 
2004 · 
2005 · 
2006 · 
2007 · 
2008 · 
2009 · 
2010 · 
2011 · 
2012 · 
2013 · 
2014 · 
2015 · 
2016 · 
2017 · 
2018 · 
2019 ·
2020 ·
2021 ·
2022 ·
2023 ·
2024 ·
2025

Categorieën

Mannen elite · 
vrouwen elite · 
mannen beloften · 
vrouwen beloften · 
jongens junioren · 
meisjes junioren · 
gemengde estafette

Voormalig:
mannen amateurs